# Gare d'Andelot
La gare d'Andelot est une gare ferroviaire française de la ligne de Dijon-Ville à Vallorbe (frontière), située, au lieu-dit La Gare, sur la commune d'Andelot-en-Montagne dans le département du Jura en région Bourgogne-Franche-Comté.
Elle est mise en service en 1862 par la Compagnie des chemins de fer de Paris à Lyon et à la Méditerranée (PLM).
C'est une halte voyageurs de la Société nationale des chemins de fer français (SNCF) desservie par des trains TER Bourgogne-Franche-Comté.

## Situation ferroviaire
Établie à 636 mètres d'altitude, la gare d'Andelot (Jura) est située au point kilométrique (PK) 416,454 de la ligne de Dijon-Ville à Vallorbe (frontière) entre les gares ouvertes de Mouchard et de Frasne. Auparavant elle était encadrée par les gares, maintenant fermées de Pont-d'Héry et de La Joux (située sur la commune de Supt). Gare de bifurcation, elle est le point de départ de la ligne d'Andelot-en-Montagne à La Cluse, dont une grande partie constitue la ligne des Hirondelles ; elle était suivie par la gare de Vers-en-Montagne, maintenant fermée.
La ligne en provenance de la gare de Mouchard est à double voie depuis l'ancienne gare de Pont-d'Héry, les voies à destination des gares de Frasne et de Champagnole sont à voie unique. La section de ligne entre Mouchard et Frasne est électrifiée en 25 kV - 50 Hz.

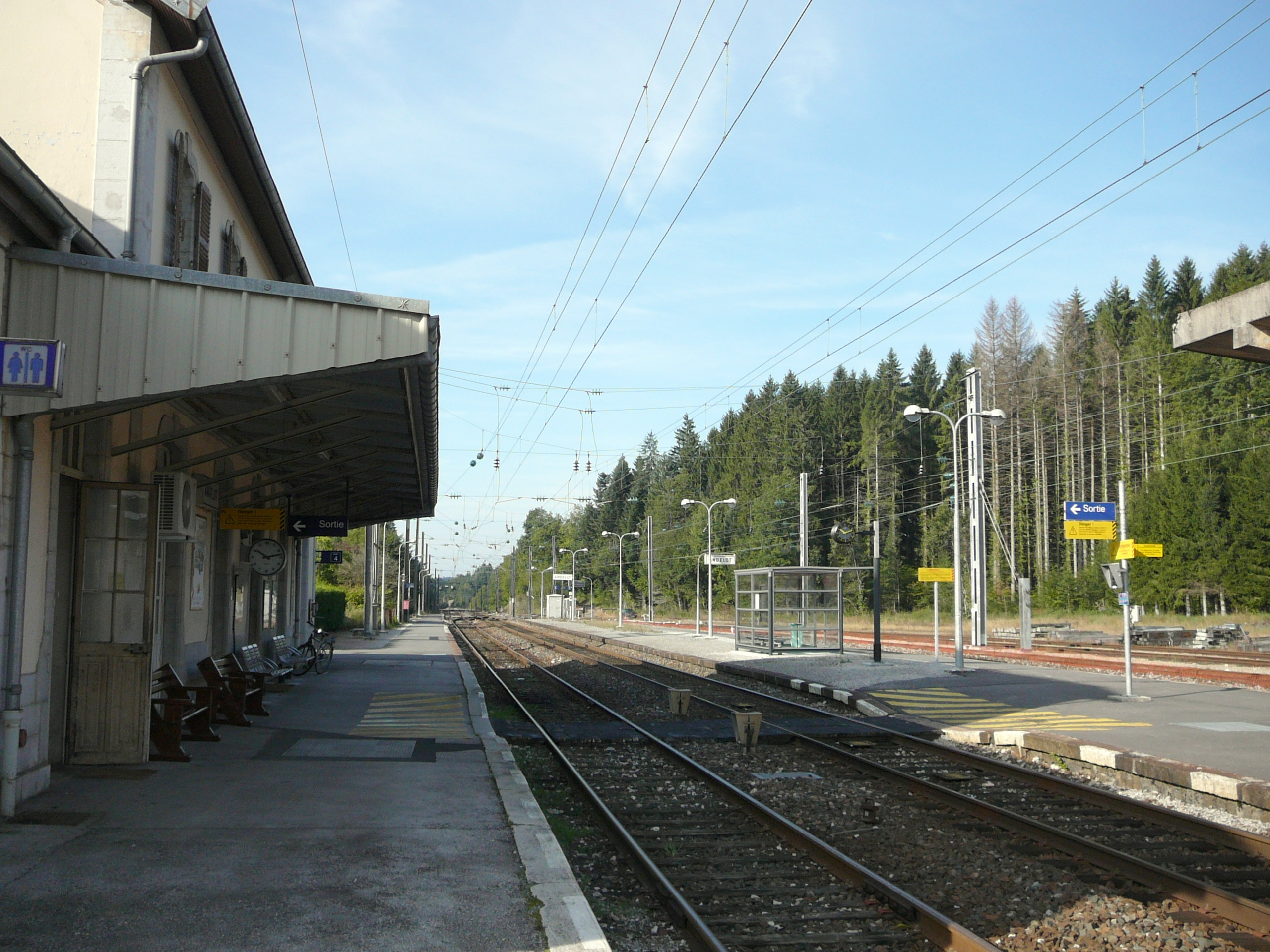
Quais et voies vue direction Champagnole.

## Histoire
Le passage du chemin de fer à Andelot-en-Montagne est intégré dans le tracé de la ligne de Dole à la Suisse, section de Mouchard à Pontarlier, « arrêté du 24 avril 1858 » par Adrien Ruelle, ingénieur de la Compagnie des chemins de fer de Paris à Lyon et à la Méditerranée (PLM), et Auguste Parandier, ingénieur de l'administration des Ponts et Chaussées. L'adjudicataire du chantier de cette section, l'entrepreneur Louis Favre, commence les travaux en 1859 suivant les instructions de l'étude faite par les ingénieurs du PLM, Lucien-Hippolyte Vertray et Raison. La dernière mouture des plans et instructions des infrastructures de la gare d'Andelot reçoivent l'approbation du ministre des travaux publics le 5 février 1862. L'ouverture et l'inauguration de la gare a lieu en même temps que la section, le 15 novembre 1862.
Le 15 juillet 1867, Andelot devient gare de bifurcation le jour de l'ouverture de l'embranchement de la future ligne à voie unique d'Andelot à La Cluse. Ce premier tronçon qui débute à 600 m de la gare d'Andelot et abouti dans la nouvelle gare de Champagnole 14 km plus loin, est mis en service le 15 juillet 1867.
En 1991 a lieu la fermeture du guichet de la gare.

## Service des voyageurs

### Accueil
Halte SNCF, c'est un point d'arrêt non géré (PANG), à accès libre. Néanmoins elle dispose d'une salle d'attente ouverte tous les jours. Pour l'achat de titres de transport il faut aller à la gare de Champagnole. 
Un passage planchéié permet la traversée des voies et le passage d'un quai à l'autre.

### Desserte
Andelot est desservie par des trains du réseau TER Bourgogne-Franche-Comté de la ligne (Paris) - (Dijon) - Dole - Pontarlier / Saint-Claude.

### Intermodalité
Un parking pour les véhicules est aménagé.

## Galerie de photographie

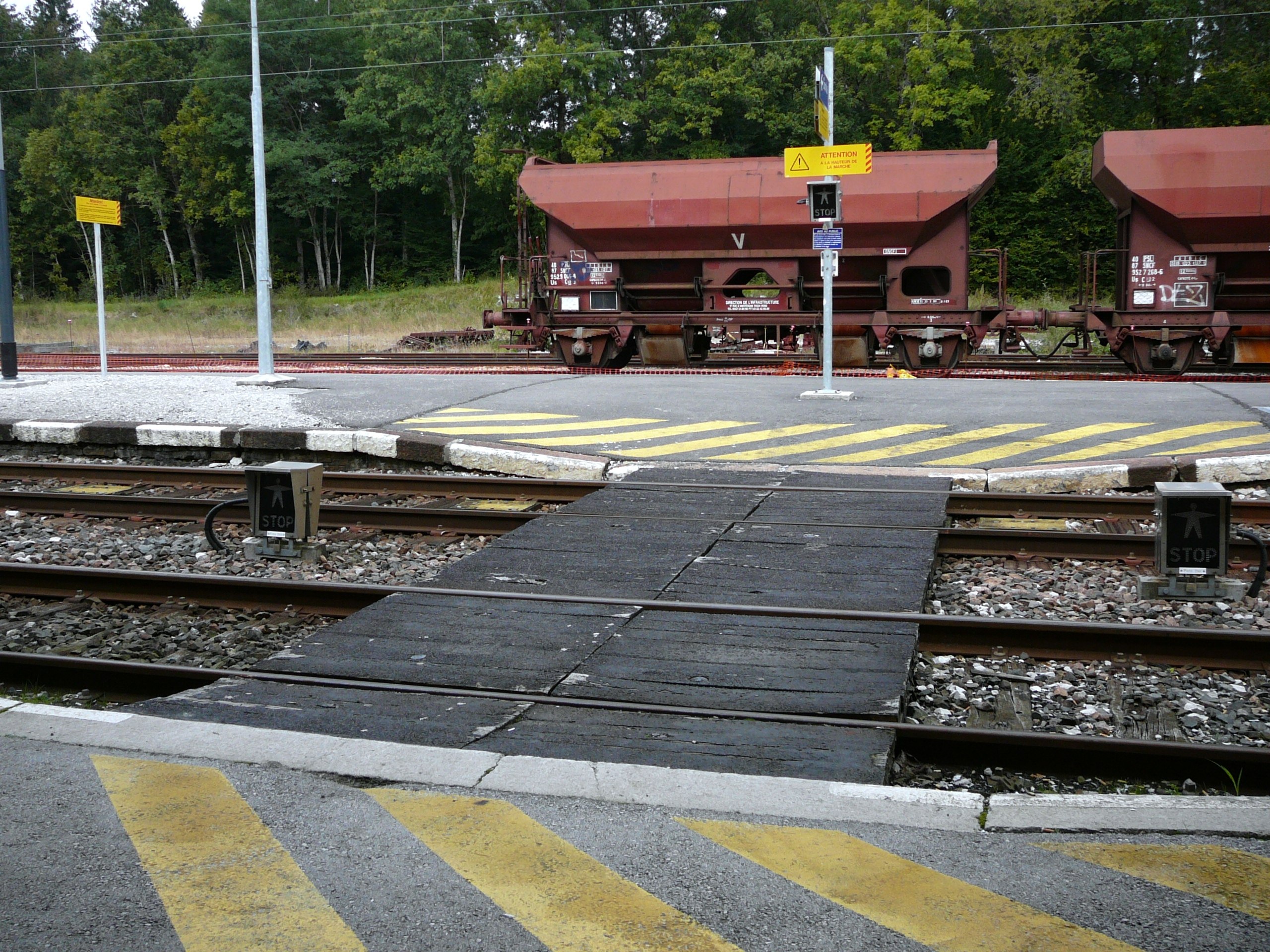
Passage à niveau piéton.
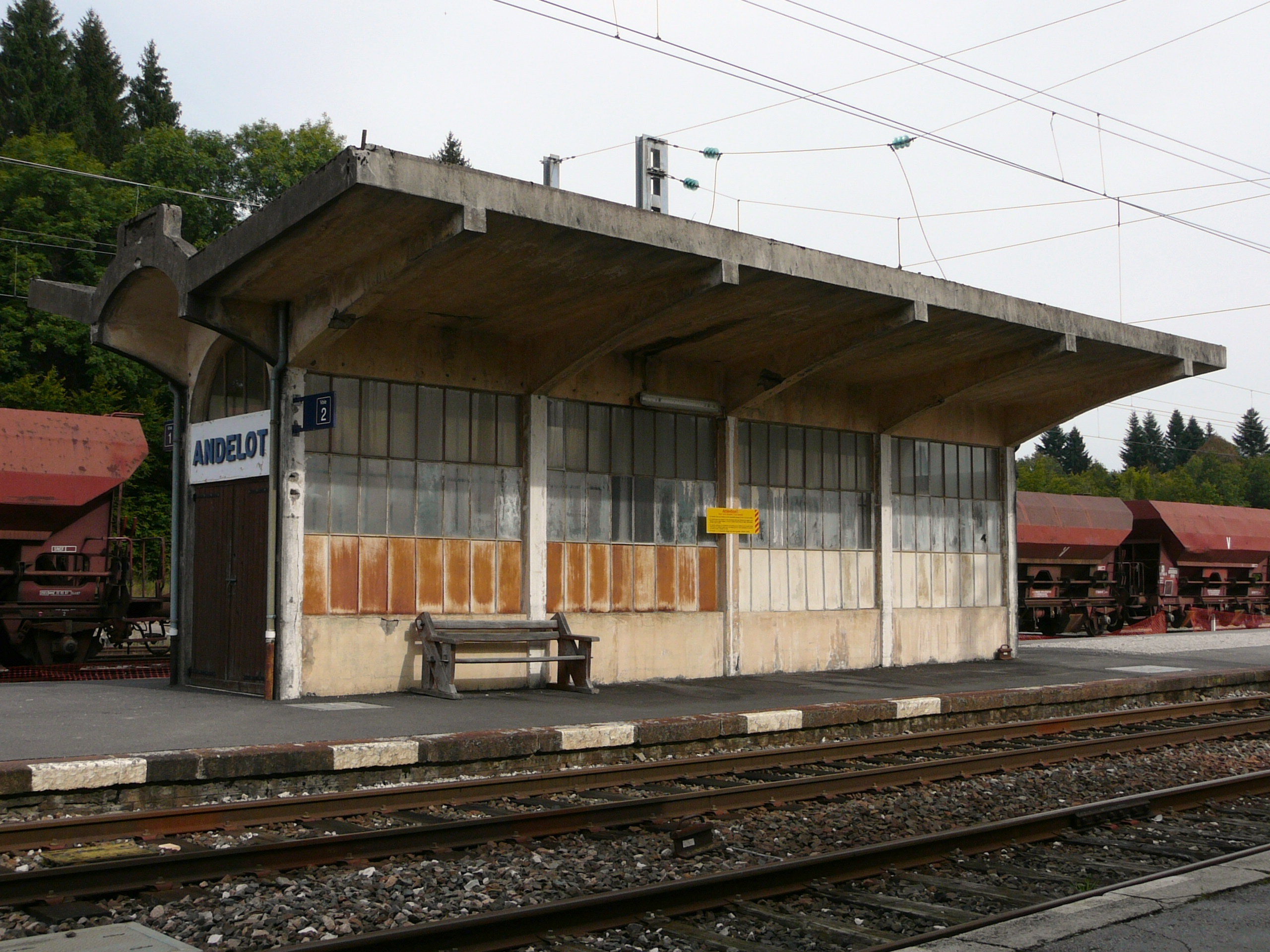
Abri du quai n°2.
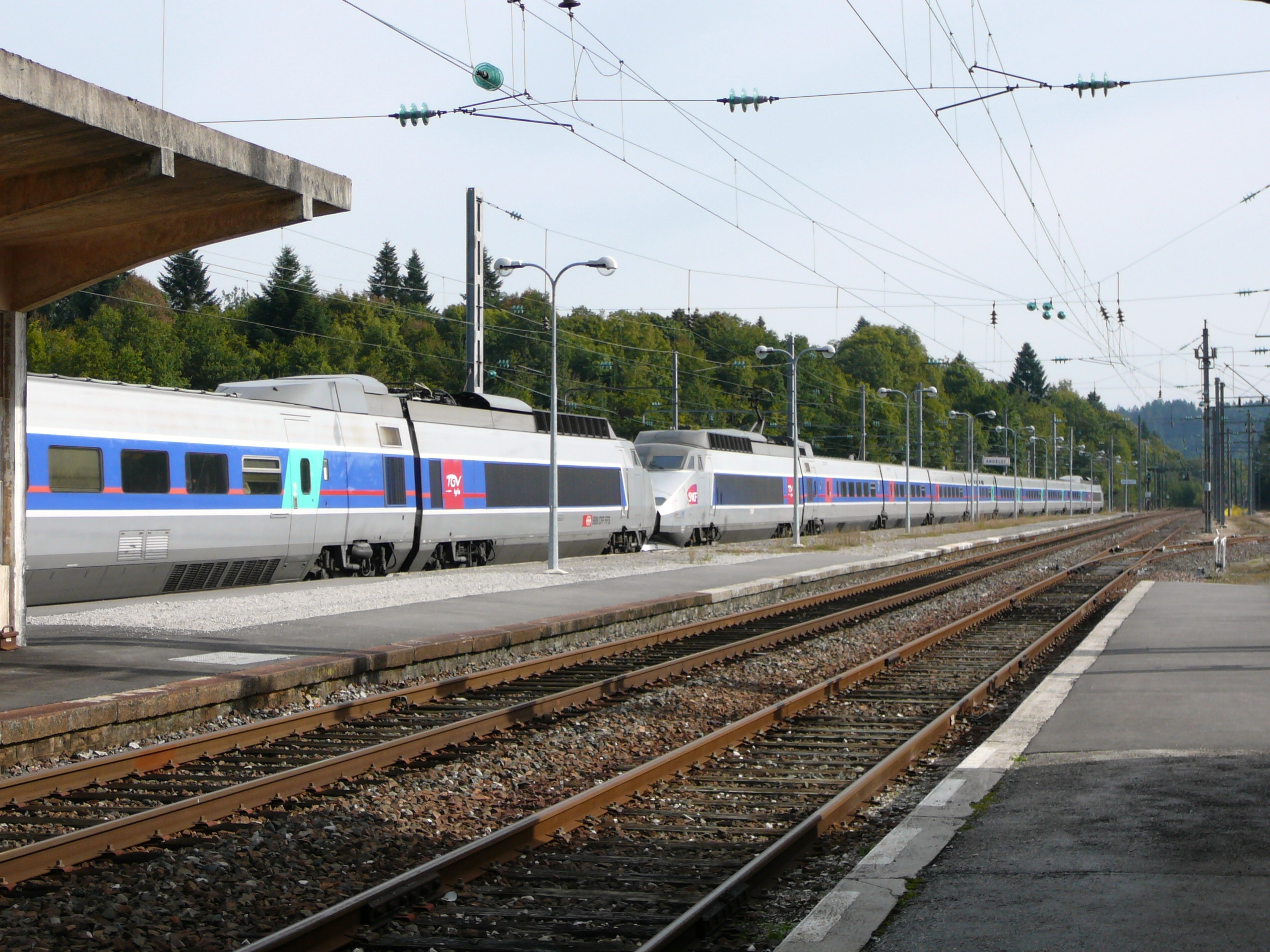
Passage TGV sans arrêt.
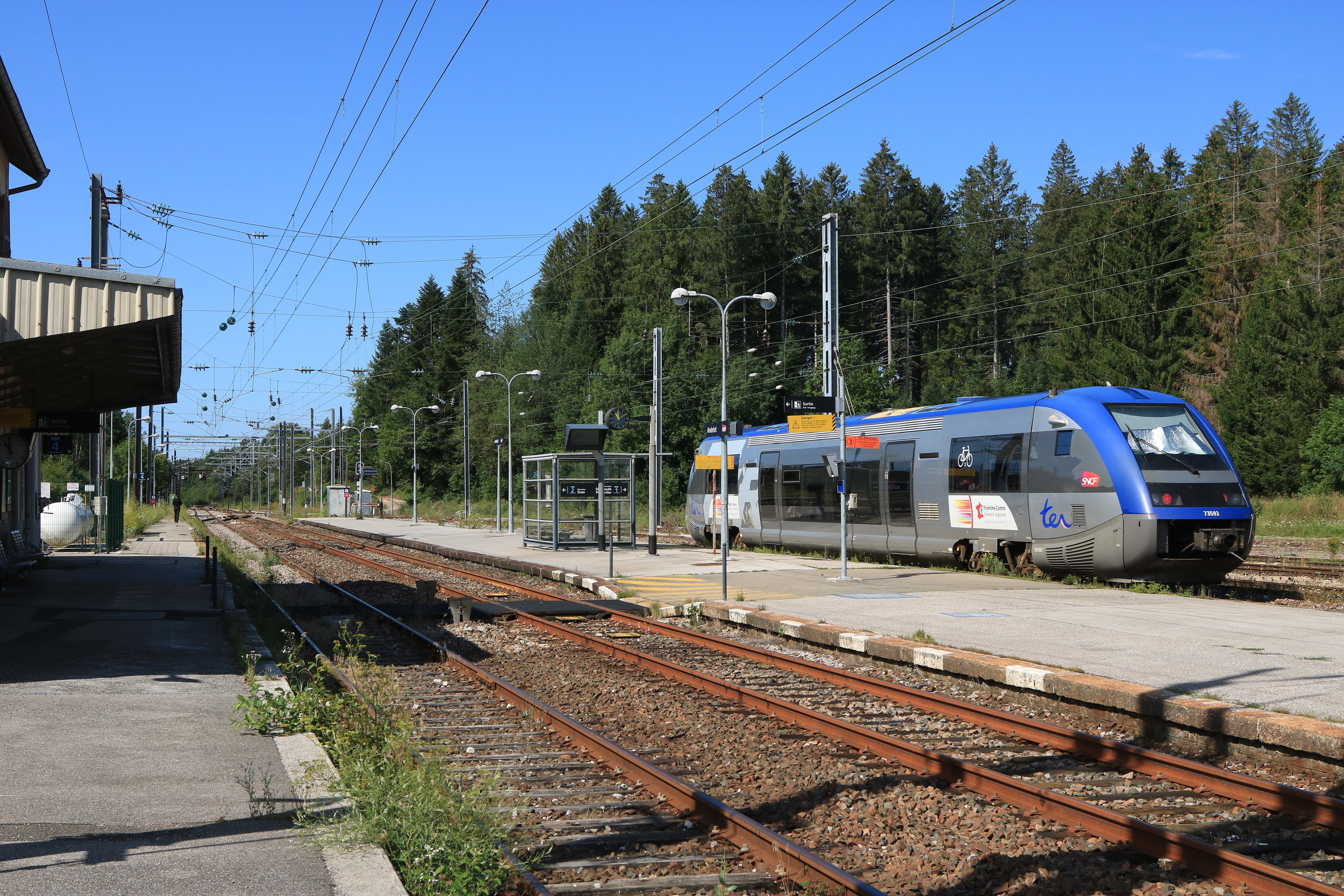
ATER assurant un TER Dole - Saint-Claude.

## Cinéma
En juillet 2009, quelques scènes du film « Quelques jours de répit », de Amor Hakkar, sont tournées à Andelot et notamment près de la gare. Des habitants participent comme figurants au côté de l'actrice Marina Vlady.